# Leychert
Leychert (okzitanisch Leishèrt) ist eine französische Gemeinde mit 112 Einwohnern (Stand 1. Januar 2022) im Département Ariège in der Region Okzitanien. Sie gehört zum Kanton Pays d’Olmes und zum Arrondissement Pamiers. 
Sie grenzt im Nordwesten an L’Herm, im Nordosten an Roquefort-les-Cascades, im Osten an Roquefixade, im Südosten an Nalzen, im Südwesten an Celles und im Westen an Soula.

## Bevölkerungsentwicklung
| Jahr                       | 1962 | 1968 | 1975 | 1982 | 1990 | 1999 | 2008 | 2016 |
| -------------------------- | ---- | ---- | ---- | ---- | ---- | ---- | ---- | ---- |
| Einwohner                  | 77   | 73   | 49   | 57   | 65   | 100  | 107  | 101  |
| Quellen: Cassini und INSEE |      |      |      |      |      |      |      |      |